# Great Bird Island
Great Bird Island is een onbewoond privé-eiland dat tot Antigua en Barbuda behoort. Het bevindt 2.4 km van de kust in het noorden van het eiland Antigua. Het eiland ligt in de Caribische Zee en maakt deel uit van de Kleine Antillen. Great Bird Island was de laatste plaats waar de slang Alsophis antiguae voorkwam.

## Overzicht
Great Bird Island bestaat uit kalkstenen klippen en is begroeid met dicht struikgewas. Het heeft zijn naam te danken aan de vele vogels die op het eiland voorkomen. Het oosten van het eiland bestaat uit klippen met een hoogte tot 40 meter. Great Bird Island is een privé-eiland, maar is publiek toegankelijk, en wordt bezocht voor zijn stranden. Er zijn geen aanlegplaatsen.
Sinds 2005 is de zee rond Great Bird Island beschermd als onderdeel van de Northeast Marine Management Area. Er gelden beperkingen voor het gebruik van de zee. Duiken en snorkelen in de koraalriffen bij het eiland is toegestaan, maar het koraal is in slechte conditie.
In 2007 werd Great Bird Island en de naburige eilanden aangewezen als Important Bird Area vanwege de vele trek- en zeevogels op de eilanden.

## Endemische diersoorten

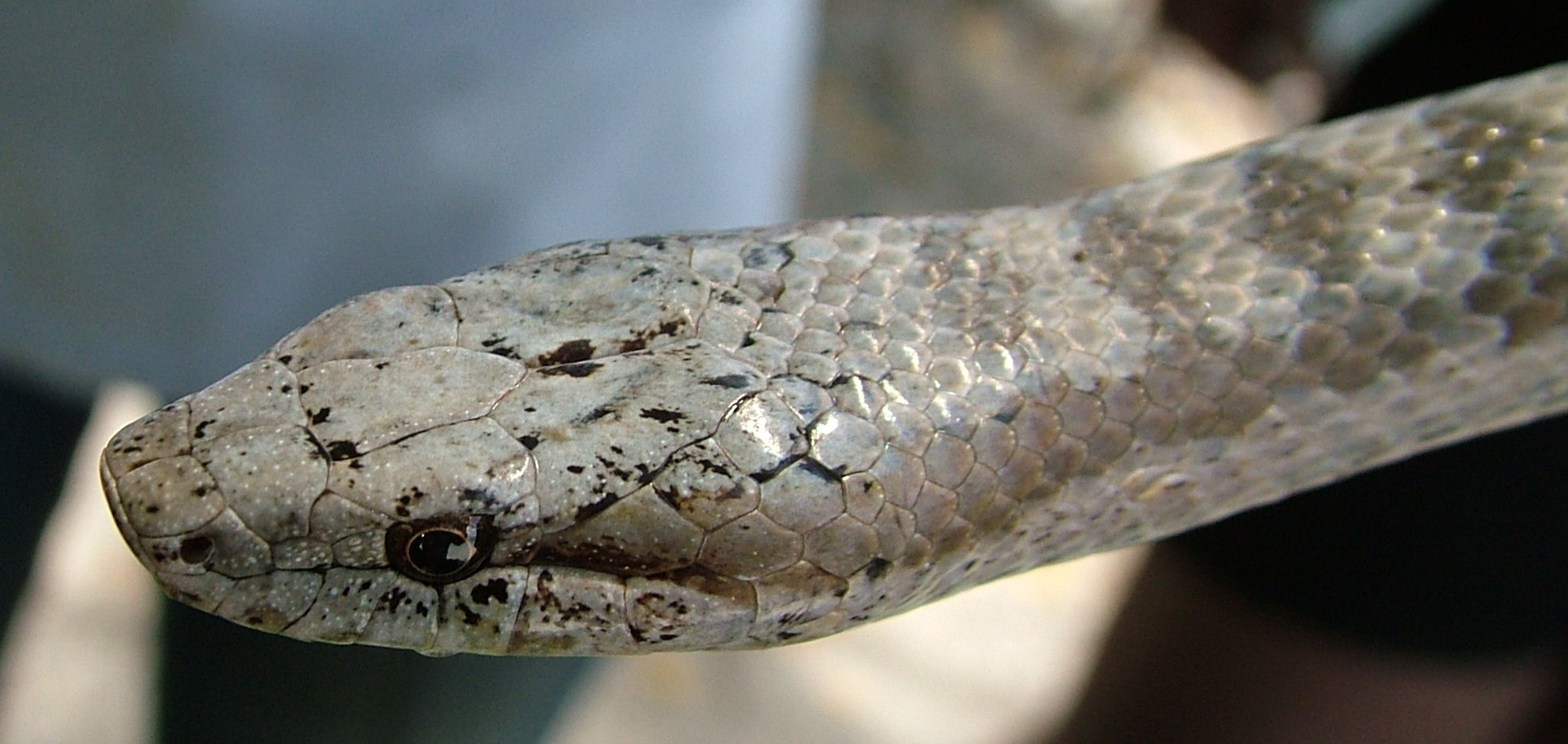
Alsophis antiguae (2004)

Great Bird Island was de laatste locatie waar de endemische slang Alsophis antiguae voorkwam. In 1995 waren er nog 51 exemplaren over die werden bedreigd door de ratten op het eiland. Een groep vrijwilligers had de ratten van het eiland verwijderd, en in 1997 was het aantal exemplaren toegenomen tot 114. Er werd begonnen slangen naar naburige eilanden over te plaatsen. In 2016 waren er ruim 1.100 exemplaren van Alsophis antiguae verdeeld over vier eilanden, maar door de IUCN wordt de slang nog steeds beschouwd als kritiek (CR) vanwege het kleine leefgebied en bedreiging door invasieve soorten. De endemische hagedis Pholidoscelis griswoldi bevindt zich ook op het eiland.
Antigua · Barbuda · Great Bird Island · Green Island · Guiana Island · Long Island · Redonda